# Karekyathanahalli, Pavagada
Karekyathanahalli là một làng thuộc tehsil Pavagada, huyện Tumkur, bang Karnataka, Ấn Độ.